# Atalantia paniculata
Atalantia paniculata är en vinruteväxtart som beskrevs av Otto Warburg. Atalantia paniculata ingår i släktet Atalantia och familjen vinruteväxter. Inga underarter finns listade i Catalogue of Life.